# Racomitrium joseph-hookeri
Racomitrium joseph-hookeri är en bladmossart som beskrevs av Arne Arnfinn Frisvoll 1988. Racomitrium joseph-hookeri ingår i släktet raggmossor, och familjen Grimmiaceae. Inga underarter finns listade i Catalogue of Life.